# Pimentón de Murcia

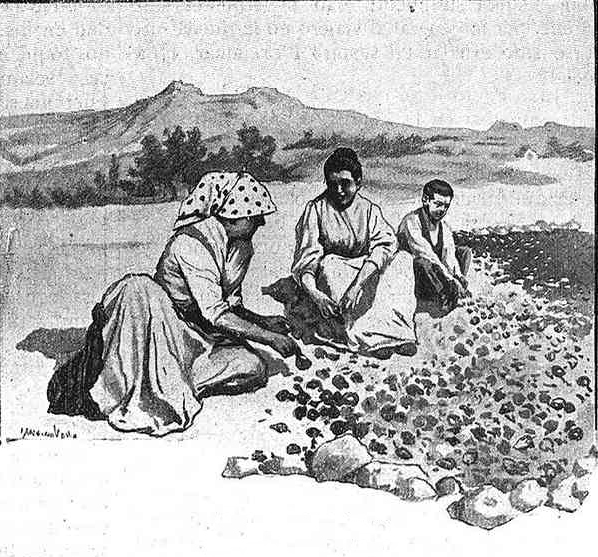
«Abriendo el pimiento» (La Ilustración Artística, 1902). Dibujo de Medina Vera ilustrando uno de los pasos de la obtención del pimentón.

El pimentón de Murcia es el producto con denominación de origen protegida resultante de la molienda de pimientos totalmente rojos de la variedad «bola»; esta variedad de pimientos, que llegó de América, entonces eran alargados y picantes, y debido a las condiciones medioambientales de esta zona del sureste español (clima mediterráneo subtropical con escasa pluviometría y altas temperaturas, suelos salinos y escasos recursos hídricos) y a las técnicas de cultivo, su forma se fue redondeando y su sabor perdió el carácter picante, pasando a ser dulce.
Entre sus cualidades organolépticas destacan el ser totalmente dulce, con olor fuerte penetrante característico, gran poder colorante, graso y sabroso. Su color es de un rojo brillante. Presenta gran estabilidad de color y aroma.

## Zona geográfica

Región de Murcia

La zona geográfica de la denominación de origen corresponde a toda la Región de Murcia. La zona de producción está constituida por los terrenos ubicados en los siguientes términos municipales: Alhama de Murcia, Beniel, Cartagena, Fortuna, Fuente Álamo, Librilla, Lorca, Molina de Segura, Murcia, Puerto Lumbreras, San Javier, Santomera, Torre Pacheco,Totana y San Pedro del Pinatar.
La zona de elaboración y envasado del 'Pimentón de Murcia' comprende todos los términos municipales de la provincia de Murcia.

### Método de obtención

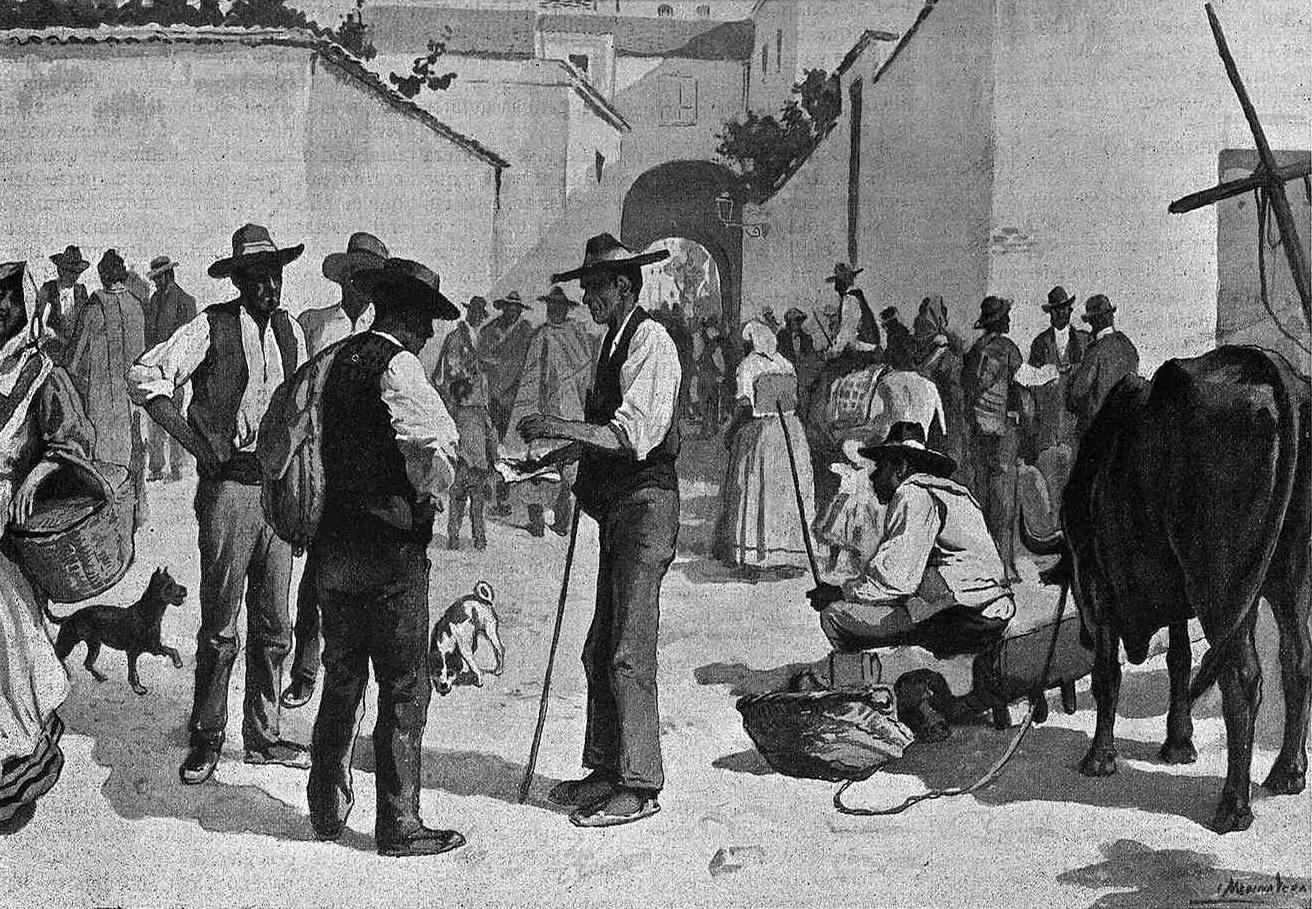
Mercado de pimentón en la región (1902)

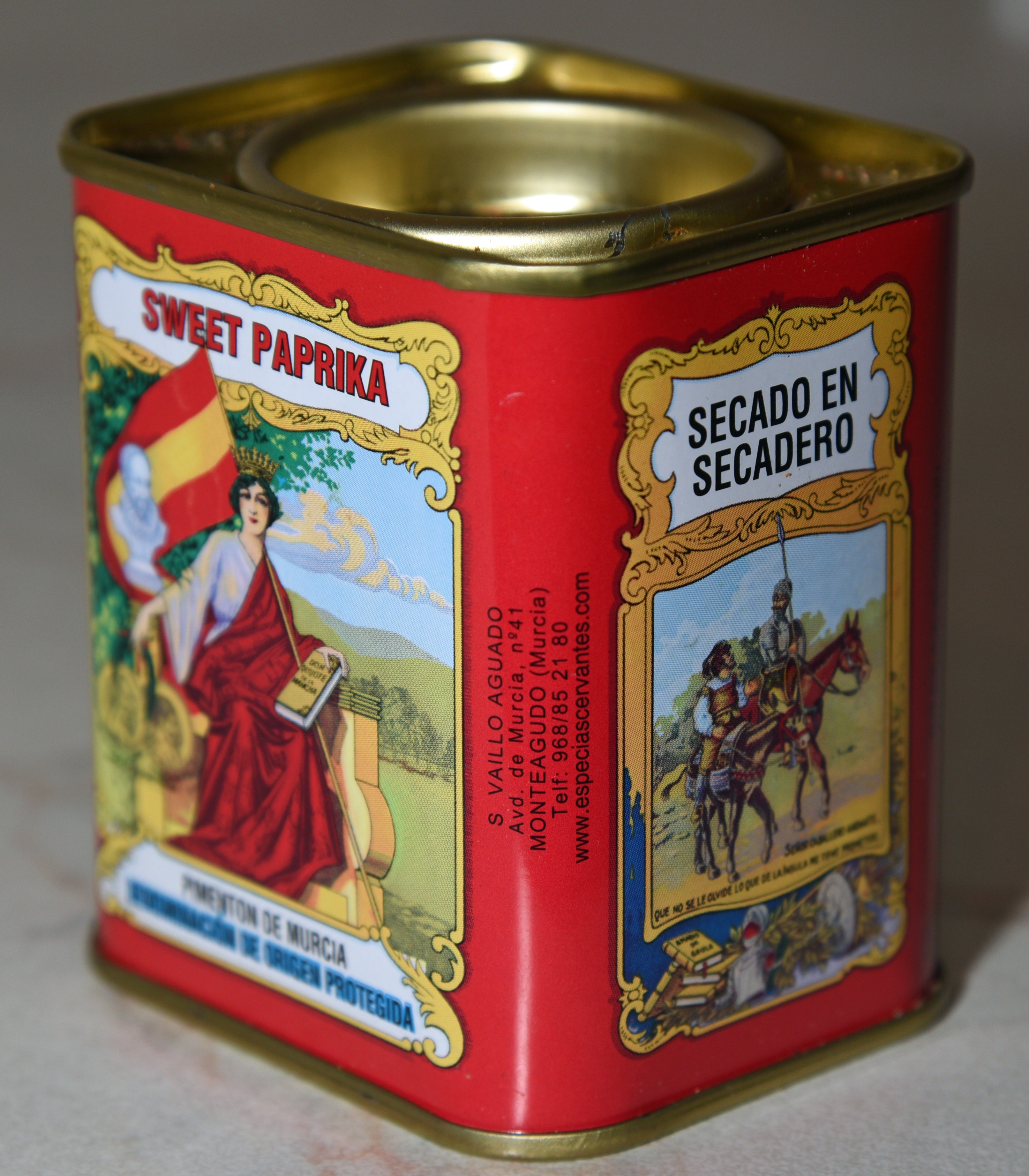
Lata de pimentón de Murcia

Se inicia en semilleros de los propios agricultores con semillas seleccionadas por ellos mismos de la primera cogida de la cosecha anterior y de frutos secados al sol. Se trasplanta a partir de primeros de abril al terreno definitivo, al que se le han dado labores preparatorias para desterronarlo, alisarlo y esponjarlo e incorporarle abonos minerales y estiércol. La plantación puede ser de tres maneras: mediante acolchado plástico; en surcos; o con riego localizado. En cualquier caso los riegos deben evitar encharcamientos pues las plantas son sensibles a la asfixia radicular. Los tratamientos contra plagas y enfermedades se aplican mayoritariamente con métodos de lucha integrada y agricultura ecológica.
El fruto, una vez maduro, se recolecta de forma manual y escalonada y se seca al sol durante varios días, o en secaderos de aire caliente. El contenido final de la humedad de la cáscara debe ser como máximo de un 14 %. Después se procede a la molienda hasta conseguir la finura adecuada, se envasa y etiqueta.
En la región se elabora también oleorresina de pimentón pero la materia prima no procede de la región de Murcia. Esta comunidad actúa como un gran centro logístico de producción y distribución de pimentón y su oleorresina con cáscara seca de pimiento procedente de otras latitudes (China, Perú, sur de África, etc.). Estos productos no están englobados en la denominación de origen.